# オルク・テムル
オルク・テムル・ハーン（モンゴル語：ᠦᠷᠦᠭ
ᠲᠡᠮᠦᠷ
ᠬᠠᠭᠠᠨ，転写：Örüg Temür Khaan、生年不詳 - 1408年）は、モンゴル帝国の第22代（北元としては第8代）皇帝（ハーン）（在位：1402年 - 1408年）。
漢文史料の『明史』『明実録』では鬼力赤（グイリチ）と表記される。この人物は『蒙古源流』を始めとするモンゴル年代記には一切登場しない。

## 出自
明朝が記録する北元のハーンは大部分がモンゴル年代記に対応する人名を見出すことができるが、唯一「鬼力赤」のみは対応するハーンが記録されていない。そのため、「鬼力赤」の出自について、様々な議論がある。

### オゲチ・ハシハ説
「鬼力赤」をモンゴル年代記に登場する「オイラトのケレヌートのオゲチ・ハシハÜgeči qašqa」に比定する説。モンゴル年代記に「オゲチ・ハシハはモンゴル国人の大半を支配した」という記述があることを論拠にしており、和田清らが主張している。しかし、明朝の記録に従えば鬼力赤は「瓦剌＝オイラト」と闘う「韃靼＝モンゴル」の「可汗」なのであって、「韃靼可汗鬼力赤」と「オイラトのケレヌートのオゲチ・ハシハ」が同一人物であるという蓋然性は低いとの批判がなされている。

### オゴデイ裔オルク・テムル説
ペルシア語史料に記されるオゴデイの末裔の「オルク・テムル」に比定する説。ティムール朝で編纂された諸史料によると、クン・テムルの後に即位したのはオゴデイ家の オルク・テムル「ペルシア語: اورک تیمور Uruk Tīmūr」であったという。オルク・テムルは「オゴデイの息子のカラク・オグルの息子のヌビヤの息子」とされているが、これでは13世紀初頭に活躍したオゴデイの曾孫になってしまい、到底年代があわないためこの系譜自体は疑問視されている。
しかし、和田清らの研究に従うと「鬼力赤」の根拠地は河西のアラシャー地方にあり、この地にはモンゴル帝国時代、オゴデイの子のコデンが領地を与えられていた。そのため、現在では「鬼力赤」はオゴデイ家の「末裔（カダアン・オグルの孫）」である「オルク・テムルÖrüg Temür」と見なす見解が主流である。

## 生涯

### オルク・テムルの登場まで
1388年、クビライ家に敵対的なモンゴリア西北の諸部族はアリクブケ家のイェスデルを推戴してドルベン・オイラト（オイラト部族連合）を結成し、クビライ家の嫡統ウスハル・ハーンを弑逆してしまった。この弑逆事件によってモンゴルの諸部族は流散してしまったが、ハーンに直属する集団は太師カラジャン、太尉マルハザらによって率いられて残存した。
ハーン位を奪還したアリクブケ家及びドルベン・オイラトでも内部抗争が相継ぎ、親クビライ派のチョロース（ゴーハイ太尉、バトラ丞相）と親アリクブケ派のケレヌート（オゲチ・ハシハ、エセク）はオイラト部族連合の主導権を巡って抗争を続けた。その結果、オゲチ・ハシハとその擁立するクン・テムル・ハーンがチョロース部のバトラ丞相によって殺されるという事件が起こった。
これを好機と見た反オイラトの諸部族は太師マルハザを中心に結集し、モンゴル（ドチン・モンゴル）を再建した。この頃、クビライ家のオルジェイ・テムルはオイラトの覇権から逃れてティムール朝に亡命し、その弟と見られるハルグチュク・ドゥーレン・テムル・ホンタイジは殺されていたため、マルハザらはオゴデイ裔でアラシャー方面を根拠地とするオルク・テムルを推戴した。

### モンゴルの復興
オルク・テムルはウスハル・ハーン以来の非オイラト集団から擁立されたハーンであったが、クビライ家から見てアリク・ブケ家以上に縁の遠いオゴデイ家の出身であり、広くモンゴル人の支持を得ていたわけではなかった。このような事情を察知した明朝は、「オルク・テムルは位を奪ってハーンを称したが、彼は元という国号を使わず、韃靼（タタール）と称すようになった」とも記している。しかし、この後もモンゴル人自身はあくまで自らの国号を「大元（ダイオン）」或いは「モンゴル・ウルス」と認識しており、「韃靼」という名称は明朝からの一方的な呼称に過ぎない。
オルク・テムルの即位と前後して靖難の変を制して正式に即位した永楽帝は永楽元年（1403年）、使者を遣わしてオルク・テムル・ハーンを諭して好を通じ、銀幣を賜わった。この時下賜品を与えられたモンゴルのトップは「オルク・テムル・ハーン（韃靼可汗鬼力赤）」、「太師右丞相マルハザ（馬児哈咱）」、「太傅左丞相イェスンテイ（也孫台）」、「太保枢密知院アルクタイ（阿魯台）」の4人であり、この時の「韃靼」とはオルク・テムルとイェスンテイの勢力（オゴデイ家）と、マルハザとアルクタイの勢力（故トグス・テムル直属の勢力）の連合政権とも呼ぶべきものであった。
同年、オルク・テムル・ハーンとアルクタイは軍を率いてチョロース部のマフムードと戦ったが、オルク・テムルらはマフムード率いるオイラト軍に大敗し退却を余儀なくされた。モンゴル高原の情勢が不穏になってきたことを察知した永楽帝は北辺の守将たちに命じて、オルク・テムル・ハーンに備えさせた。また、永楽2年（1404年）にもオルク・テムルはオイラト軍に敗北したため、早くもモンゴル内の内部対立が露見するようになった。
永楽3年（1405年）、オルク・テムル・ハーンはウリヤンハイ三衛（テムゲ・オッチギンの末裔）や哈密衛（チャガタイの末裔）がモンゴル帝国の皇族の末裔でありながら明朝に服属することを不快に思い、彼等を服属させんと動向を窺っていた。そして同年、エンケ・テムルはハミルへの進出を窺うオルク・テムル・ハーンによって毒殺されてしまった。これを受けて、ハミルの隣国モグーリスタン・ハン国のシャムイ・ジャハーンは報復としてオルク・テムルを攻めている。同年、掃胡児とチャガン・ダルガ（察罕達魯花）が明に降る。
永楽4年（1406年）には、オルク・テムル・ハーンらが南下して明朝へ侵攻しようとしていたことが永楽帝に報告されている。
永楽6年（1408年）、アリクブケ家のオルジェイ・テムルが亡命先のティムール朝から帰国すると、アルクタイはオルク・テムルを殺害し、オルジェイ・テムルを帝位につけた。

## ルイ・ゴンサレス・デ・クラヴィホの記録
1404年にティムール朝の首都サマルカンドを訪れたカスティーリャ王国の使節ルイ・ゴンサレス・デ・クラヴィホの旅行記には以下のような記述がある：
この記述を基に、岡田英弘はエルベク・ハーンからオルク・テムル・ハーンに至る内紛をアリクブケ家の内紛と見る。ただし、上述したようにオルク・テムルらの出自については諸説あり、岡田が注釈内で参考文献として挙げている『クラヴィホ　チムール帝国紀行』（山田信夫　訳, 東西交渉旅行記全集, 桃源社, 1967年4月）もオルク・テムルに相当するキタイ皇帝は明の成祖（永楽帝）と注している（因みに永楽帝には1404年時点で3人の息子がいる（長男朱高熾（洪熙帝）・次男朱高煦（漢王）・三男朱高燧（趙王）の3人。四男に朱高爔がいるが、1392年生まれで同年に夭折）。

## 子
- アダイ・ハーン[16]